# Kostolec (hradiště)
Kostolec je velkomoravské hradiště a archeologická lokalita v pohoří Považský Inovec. Nachází se ve správním území obce Ducové v Trnavském kraji na Slovensku.

## Historie
Díky výhodnému postavení v blízkosti důležitých dávných cest, především povážské větve tzv. velké jantarové cesty, spojující severní a jižní Evropu, se ostroh stal obydleným místem ve více obdobích od pravěku. Souvislý přehled o vývoji osídlení přinesl systematický archeologický výzkum, který na webu realizoval Archeologický ústav SAV v Nitře v letech 1968–1972 a 1975.
Stopy osídlení pocházejí již ze starší doby kamenné (22 000 př. n. l.) Respektive i pozdější doby kamenné (2000 př. n. l.)
V mladší době bronzové (1100 př. n. l.) zde existovalo významné hradiště velaticko-baierdorfské kultury, opevněné mohutným valem a příkopem uvnitř areálu se sídlištěm a výrobními zařízeními. Pozornost si zasluhují i stopy osídlení z římské doby (2.–3. století).
Klíčovou roli sehrál Kostolec ve velkomoravském období (9. století – začátek 10. století). Vzniklo zde opevněné velmožské sídlo – dvorec s obytnou zástavbou, vlastnickým kostelem s malým pohřebištěm příslušníků vládnoucí vrstvy a hospodářskými budovami. Bylo ohrazené valy a hlubokým příkopem. Šlo o mocensko-správní středisko, na které se vázaly zemědělské a řemeslnické osady v okolí. Kostolec se řadí mezi nejvýznamnější prozatím známé památníky velkomoravské kultury na Slovensku.
Po zániku dvorce ve druhé polovině 10. století do 14. století se zde nacházelo pohřebiště několika okolních raně středověkých osad. V 15. století zde vzniklo několik hospodářských staveb a plošina se příležitostně pro svou dobrou polohu využívala i pro vojenské účely.

## Popis
Nachází se zde ohrazený areál dvorce s částečně zrekonstruovaným palisádový opevněním s bránou (směrem od obce Hubina), vnitřními palisádami, zděným půdorysem předrománské rotundy a základy obytných a několika hospodářských budov. Součástí je i model strážní věže a pohřebiště. Areál je chráněnou archeologickou lokalitou a je ve vlastnictví římskokatolické církve. Kostolec je národní kulturní památkou. Z plošiny je kruhový výhled do okolí.

## Přístup
Přímo z obce Ducové po vyznačené cestě nebo po odbočce modré turistické značky na začátku obce Hubina.